# 伯奇納爾 (愛荷華州)
伯奇納爾（英語：Burchinal）是位於美國愛荷華州塞羅戈多縣的一個人口普查指定地區。

## 人口
根據2010年美國人口普查的數據，伯奇納爾的面積為0.20平方千米，當中陸地面積為0.20平方千米，而水域面積為0.07平方千米。當地共有人口40人，而人口密度為每平方千米200人。